# シャトー・デー
シャトー・デー（フランス語: Château-d'Œx、伝統的な発音は [ʃɑtodɛ] だが、今日では [ʃatode] と発音される）は、スイスのヴォー州にある基礎自治体で、リヴィエラ＝ペイ＝ダンオー郡に属している。

## 地理
シャトー・デーは上流のベルン州ザーネンラント、下流のフリブール州アンティアモンをむすぶサリーヌ（ザーネ）盆地のヴォー州側に位置しており、標高は約1,000メートルである。シャトー・デーはヴォー州でもっとも広い自治体であり、面積は11,374ヘクタールである。うち2パーセントが住居と基幹施設、44.6パーセントが農地、35.9パーセントが森林、16.6パーセントが荒地である。
もっとも低い場所は870メートルでサリーヌ川の高さにあたる。平均は1489メートルで、最高地はピック・ショシーの峰であるカープ・オー・モアーヌの2548メートルである。
シャトー・デーはいくつかの村と小村を含む。中心地であるシャトー・デーに加えてもっとも有名な村は盆地の底に位置するレ・ムーランとレ・グランジュであり、またコル・デ・モスへ向かう道の途中に位置するレティヴァとラ・レシュレットがある。
シャトー・デーはリヴィエラ＝ペイ＝ダンオー地区自然公園の中心部にあり、その本部が置かれている。

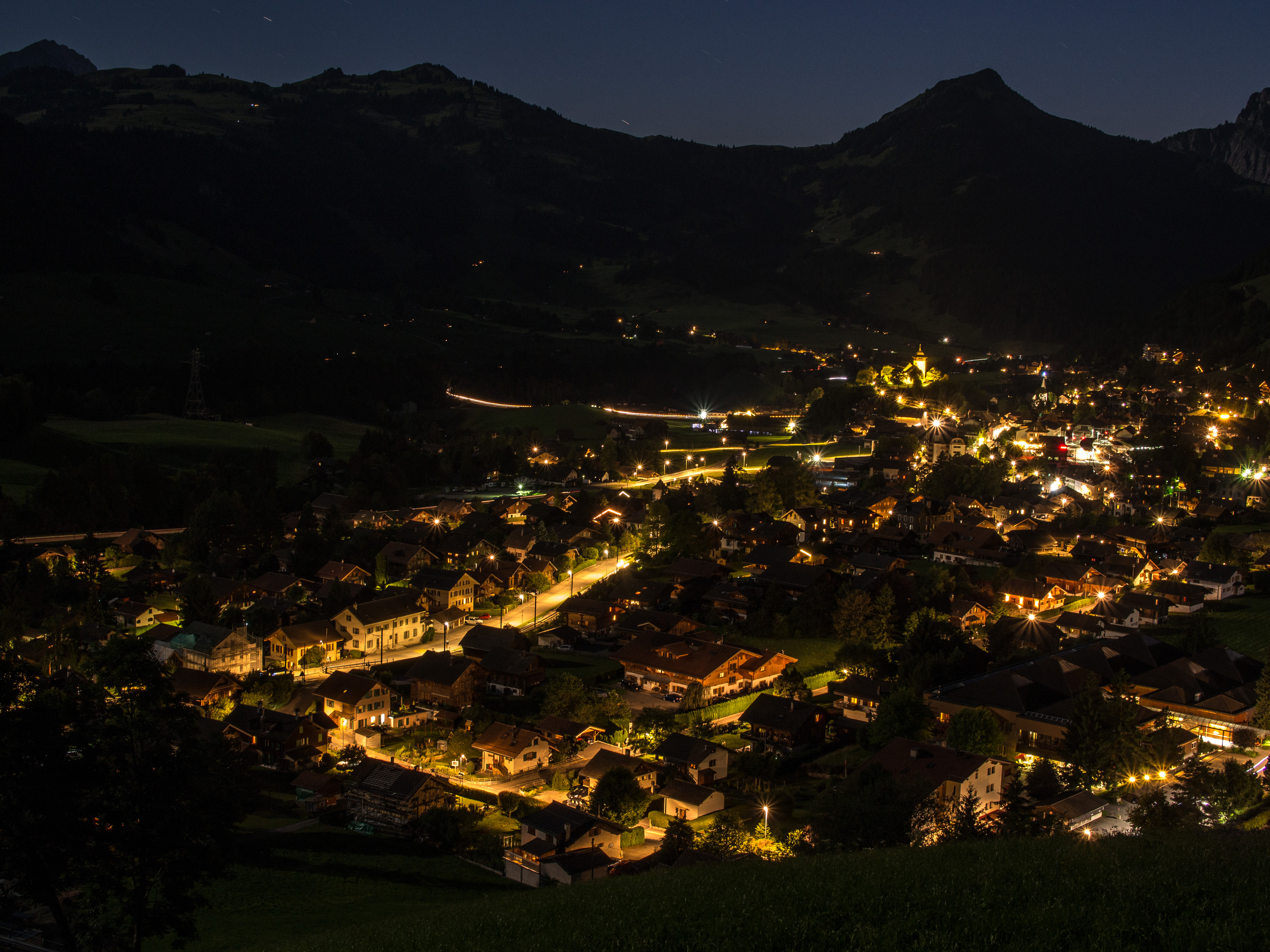

### 気候
2012年の最低気温は氷点下摂氏18.5度、最高気温は31.1度、最大風速は時速70キロメートルを越えたことがある（2004年）。
| シャトー・デー測候所（標高1029メートル）の気候 | シャトー・デー測候所（標高1029メートル）の気候 | シャトー・デー測候所（標高1029メートル）の気候 | シャトー・デー測候所（標高1029メートル）の気候 | シャトー・デー測候所（標高1029メートル）の気候 | シャトー・デー測候所（標高1029メートル）の気候 | シャトー・デー測候所（標高1029メートル）の気候 | シャトー・デー測候所（標高1029メートル）の気候 | シャトー・デー測候所（標高1029メートル）の気候 | シャトー・デー測候所（標高1029メートル）の気候 | シャトー・デー測候所（標高1029メートル）の気候 | シャトー・デー測候所（標高1029メートル）の気候 | シャトー・デー測候所（標高1029メートル）の気候 | シャトー・デー測候所（標高1029メートル）の気候 |
| 月                                             | 1月                                            | 2月                                            | 3月                                            | 4月                                            | 5月                                            | 6月                                            | 7月                                            | 8月                                            | 9月                                            | 10月                                           | 11月                                           | 12月                                           | 年                                             |
| ---------------------------------------------- | ---------------------------------------------- | ---------------------------------------------- | ---------------------------------------------- | ---------------------------------------------- | ---------------------------------------------- | ---------------------------------------------- | ---------------------------------------------- | ---------------------------------------------- | ---------------------------------------------- | ---------------------------------------------- | ---------------------------------------------- | ---------------------------------------------- | ---------------------------------------------- |
| 平均最高気温 °C                                | 2.1                                            | 3.8                                            | 6.9                                            | 10.8                                           | 15.5                                           | 18.7                                           | 21.5                                           | 20.7                                           | 18.0                                           | 13.4                                           | 6.8                                            | 2.6                                            | 13.7                                           |
| 日平均気温 °C                                  | −2.7                                           | −1.4                                           | 1.5                                            | 5.1                                            | 9.5                                            | 12.8                                           | 15.0                                           | 14.4                                           | 11.6                                           | 7.2                                            | 1.7                                            | −2.0                                           | 6.1                                            |
| 平均最低気温 °C                                | −6.3                                           | −5.3                                           | −2.7                                           | 0.6                                            | 4.7                                            | 7.9                                            | 9.9                                            | 9.4                                            | 7.0                                            | 3.2                                            | −1.8                                           | −5.3                                           | 1.8                                            |
| 降水量 mm                                      | 101                                            | 100                                            | 101                                            | 102                                            | 113                                            | 147                                            | 128                                            | 142                                            | 99                                             | 101                                            | 115                                            | 116                                            | 1,366                                          |
| 降雪量 cm                                      | 68.0                                           | 59.5                                           | 52.7                                           | 29.4                                           | 1.8                                            | 0.1                                            | 0.0                                            | 0.0                                            | 0.0                                            | 6.9                                            | 35.7                                           | 60.0                                           | 314.1                                          |
| 平均最高気温 °F                                | 35.8                                           | 38.8                                           | 44.4                                           | 51.4                                           | 59.9                                           | 65.7                                           | 70.7                                           | 69.3                                           | 64.4                                           | 56.1                                           | 44.2                                           | 36.7                                           | 56.7                                           |
| 日平均気温 °F                                  | 27.1                                           | 29.5                                           | 34.7                                           | 41.2                                           | 49.1                                           | 55                                             | 59                                             | 57.9                                           | 52.9                                           | 45                                             | 35.1                                           | 28.4                                           | 43                                             |
|                                                | 20.7                                           | 22.5                                           | 27.1                                           | 33.1                                           | 40.5                                           | 46.2                                           | 49.8                                           | 48.9                                           | 44.6                                           | 37.8                                           | 28.8                                           | 22.5                                           | 35.2                                           |
| 降水量 inch                                    | 3.98                                           | 3.94                                           | 3.98                                           | 4.02                                           | 4.45                                           | 5.79                                           | 5.04                                           | 5.59                                           | 3.9                                            | 3.98                                           | 4.53                                           | 4.57                                           | 53.78                                          |
| 降雪量 inch                                    | 26.77                                          | 23.43                                          | 20.75                                          | 11.57                                          | 0.71                                           | 0.04                                           | 0                                              | 0                                              | 0                                              | 2.72                                           | 14.06                                          | 23.62                                          | 123.66                                         |
| 平均降雨日数 （≥5 mm）                         | 11.6                                           | 10.7                                           | 12.3                                           | 12.1                                           | 14.4                                           | 13.8                                           | 11.8                                           | 12.6                                           | 9.1                                            | 8.5                                            | 10.6                                           | 11.6                                           | 139.1                                          |
| 平均降雪日数                                   | 9.1                                            | 7.6                                            | 7.0                                            | 4.3                                            | 0.4                                            | 0.0                                            | 0.0                                            | 0.0                                            | 0.0                                            | 1.0                                            | 4.4                                            | 7.3                                            | 41.1                                           |
| % 湿度                                         | 82                                             | 80                                             | 78                                             | 76                                             | 75                                             | 74                                             | 72                                             | 75                                             | 79                                             | 81                                             | 83                                             | 83                                             | 78                                             |
| 出典：www.meteosuisse.ch (1961-1990)           |                                                |                                                |                                                |                                                |                                                |                                                |                                                |                                                |                                                |                                                |                                                |                                                |                                                |

## イベント
- 1996年から2004年までシャトー・デーはアルプス世界音楽フェスティバル (fr:World Music Festiv'Alpe) の開催地だった。
- 国際熱気球週間。
- レマニア・ビートル・クラブ主催のフォルクスワーゲン・ビートルの国際会議。
- 歌う森(Bois Qui Chante)フェスティバル
- ハイランド・フリースタイル・クラブ主催のアーバン・ジブ・セッション

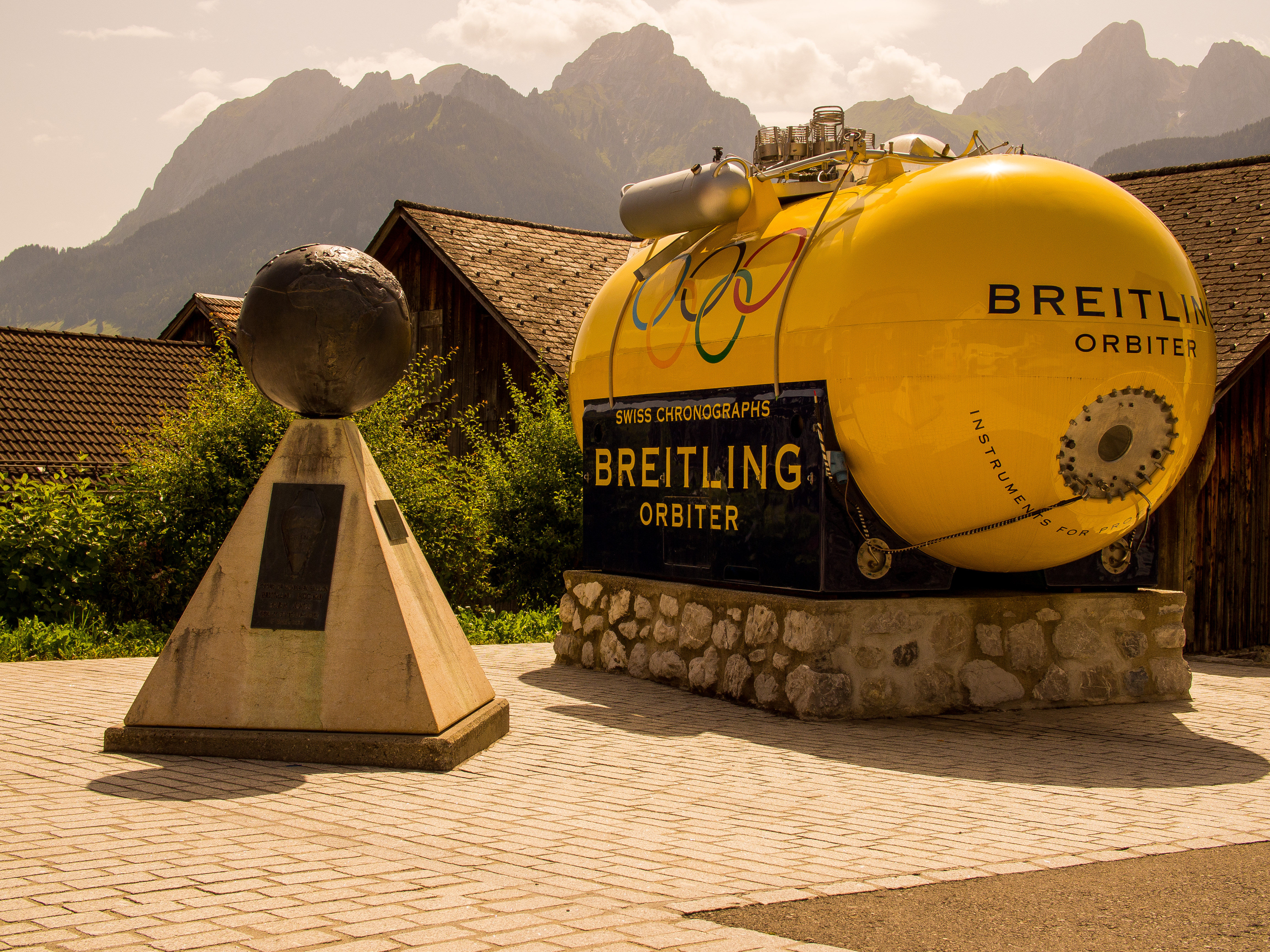
ベルトラン・ピカールが乗った気球ブライトリング オービター

- こどもの国の祭

## スポーツ
- シャトー・デー・ホッケークラブは1922年と1924年にスイス・ナショナルリーグAの選手権を獲得した。この時のメンバーだったエドゥアール・モティエは1924年シャモニー・モンブランオリンピックのアイスホッケー競技に参加した。
- 1956年コルチナ・ダンペッツオオリンピックの女子滑降でfr:Madeleine Berthodが金メダルを獲得した。
- 1997年、世界選手権自転車競技大会マウンテンバイク1997がシャトー・デーで開催された。
- 1999年、ベルトラン・ピカールとブライアン・ジョーンズがシャトー・デーからロジェ気球に乗って離陸し、20日間、40805キロメートルを旅行してエジプトに着陸した。これは世界初の気球による無着陸世界一周だった。
- 2009年、シャトー・デー・フットボール・クラブはフリブール・リーグの3位を争った。
- 2011年、fr:Mike Aigroz[9]はハワイの伝説的なアイアンマン世界選手権大会で目立った記録を出した。ヴォー出身で33歳の彼は水泳で3.8キロメートル、自転車で180キロメートル、徒歩で42.195キロメートルを8時間21分7秒かけて走り、6位を獲得した。

シャトー・デーは家族用のスキー地として有名であり、そのやさしいゲレンデは若者と年長者の双方にとって天国となっている。シャトー・デーにはLa BrayeとLa Lécheretteの2つのスキー場がある。

## 交通
- モントルー・オーベルラン・ベルノワ鉄道(MOB)が通じている。
- モンボヴォンでビュル（英語版）行きフリブール公共交通（英語版）(TPF)に乗りかえられる。
- A9自動車道（ブリグ-ローザンヌ-ヴァロルブ）の17（エグル）からコル・デ・モス方面へ。
- A12自動車道（ヴヴェイ-フリブール-ベルン）の4（ビュル）からモンボヴォン方面へ。
- A6自動車道（リス-ベルン-トゥン）の19（ヴィミス）からツヴァイジンメン方面へ。
- ザーネン飛行場 (fr:Aérodrome de Saanen)

## 著名人
- 指揮者のヴィクトル・デザルツェンスは1908年10月27日にシャトー・デーで生まれ、1986年2月13日にヴォー州ヴィレットで死亡した。フランス語圏スイスの音楽家の草分けだった。
- アメリカの俳優ビリー・カーンズは晩年をこの地で過ごした。
- イギリスの俳優デヴィッド・ニーヴンはこの地に長期にわたって滞在し、ここで1983年7月29日に没した。墓は村内にあり、道路に彼の名を冠している。
- 芸術家マウリッツ・エッシャーが2年間住んだ。
- 探検家のマイク・ホーンは1990年代以来ここに住んでいる。